# Buchholz (bei Stadthagen)
Buchholz ist eine Gemeinde im Landkreis Schaumburg in Niedersachsen und Teil der Samtgemeinde Eilsen. Sie ist nach der Fläche die kleinste Gemeinde Niedersachsens und gehört zu den 100 flächenkleinsten Gemeinden in Deutschland.

## Geografie
Die Gemeinde liegt im Naturpark Weserbergland Schaumburg-Hameln zwischen Minden und Hameln.

## Geschichte
Der heute verlassene Meierhof Henkhausen, der vor dem Jahr 1000 entstanden ist, wird als Ursprung von Buchholz gesehen. Als weiterer Hofbesitzer wird 1551 erstmals ein „Thom Bockholtze“ vom Schreiber der gräflichen Regierung notiert. Seit 1648 gehörte Buchholz zum neu entstandenen Land Schaumburg-Lippe.

## Politik

### Gemeinderat
Der Rat der Gemeinde besteht aus neun Ratsfrauen und Ratsherren.
|      | SPD     | CDU    | WiB *   | Gesamt  |
| 2021 | 2 Sitze | 1 Sitz | 6 Sitze | 9 Sitze |
| 2016 | 2 Sitze | 1 Sitz | 6 Sitze | 9 Sitze |
| 2011 | 2 Sitze | 1 Sitz | 6 Sitze | 9 Sitze |

(Stand: Kommunalwahl am 12. September 2021)

### Bürgermeister
Ehrenamtlicher Bürgermeister der Gemeinde Buchholz ist Wolfgang Witt (WiB), sein Stellvertreter ist Frank Rinne (SPD).

## Wirtschaft und Infrastruktur
- Die nächste Autobahnanschlussstelle ist Bad Eilsen an der Bundesautobahn 2 Hannover-Dortmund, etwa 2 km entfernt.
- Südlich der Gemeinde verläuft die Bundesstraße 83 von Bückeburg nach Hameln.
- Die im Museumsverkehr betriebene Bahnstrecke Rinteln–Stadthagen verläuft durch Buchholz.

## Persönlichkeiten
- Wilhelm Kuhlmann (* 24. Juni 1889 in Buchholz; † 15. Oktober 1951 in Brandshof), Politiker (SPD)
- Karl Meier (* 19. Juli 1902 in Buchholz; † 4. Dezember 1989 in Stadthagen), Politiker (KPD), Mitglied des Reichstags